# Tachyempis cinerea
Tachyempis cinerea är en tvåvingeart som beskrevs av Axel Leonard Melander 1927. Tachyempis cinerea ingår i släktet Tachyempis och familjen puckeldansflugor.
Artens utbredningsområde är New Mexico. Inga underarter finns listade i Catalogue of Life.